# Fronteira Iraque–Jordânia
A fronteira entre Iraque e Jordânia é a linha que limita os territórios de Iraque e Jordânia, no Oriente Médio, sendo a fronteira mais ocidental do Iraque e a mais oriental da Jordânia. Tem a particularidade de ser constituída apenas por segmentos retos.
Durante a guerra do Golfo foi a única fronteira aberta do Iraque, e ponto de passagem obrigatória para jornalistas no acesso ao país.
A fronteira também sofreu fechamento temporário várias vezes nos últimos anos por condições políticas e de segurança.
Situada a ambos lados está a passagem de fronteira de Karameh, perto da cidade jordaniana de Ruweished, e a passagem de fronteira de Trebil, que está localizada perto da cidade de Trebil ou Tarbil, no Iraque. A cidade fica a cerca de 320 quilômetros de Amã e 575 quilômetros de Bagdá.

## História
As antigas fronteiras foram estabelecidas entre o Mandato Britânico da Mesopotâmia e o Emirado da Transjordânia, e confirmadas após a abolição da monarquia no Iraque durante a revolução de 14 de julho de 1958. Em meados da década de 1960 os dois países chegaram a um acordo sobre a demarcação do fronteira, mas não eram totalmente claros. Só em 1984 ambos chegaram a um acordo de demarcação final, com o qual a Jordânia estabeleceu um novo ponto de passagem longe da antiga fronteira, enquanto ao mesmo tempo o Iraque construiu instalações militares em Trebil.

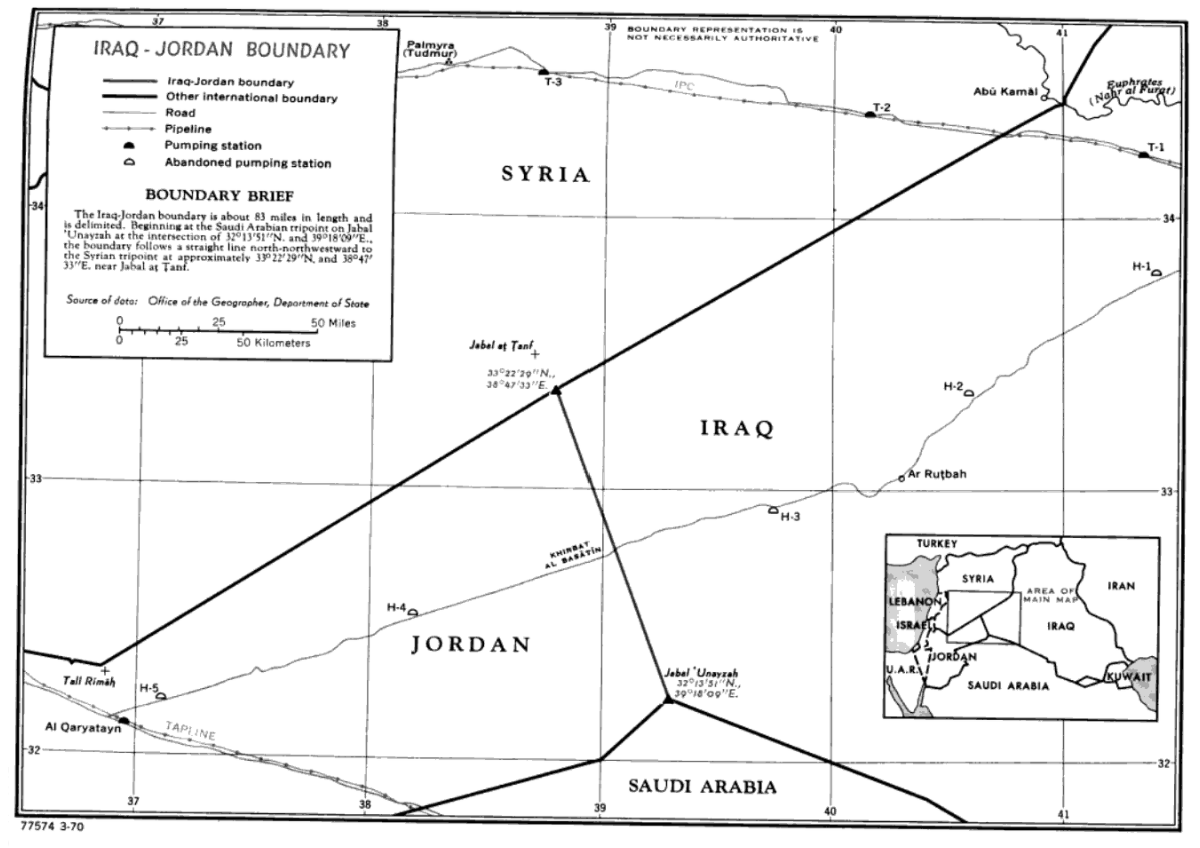
Mapa da fronteira pré-1984.
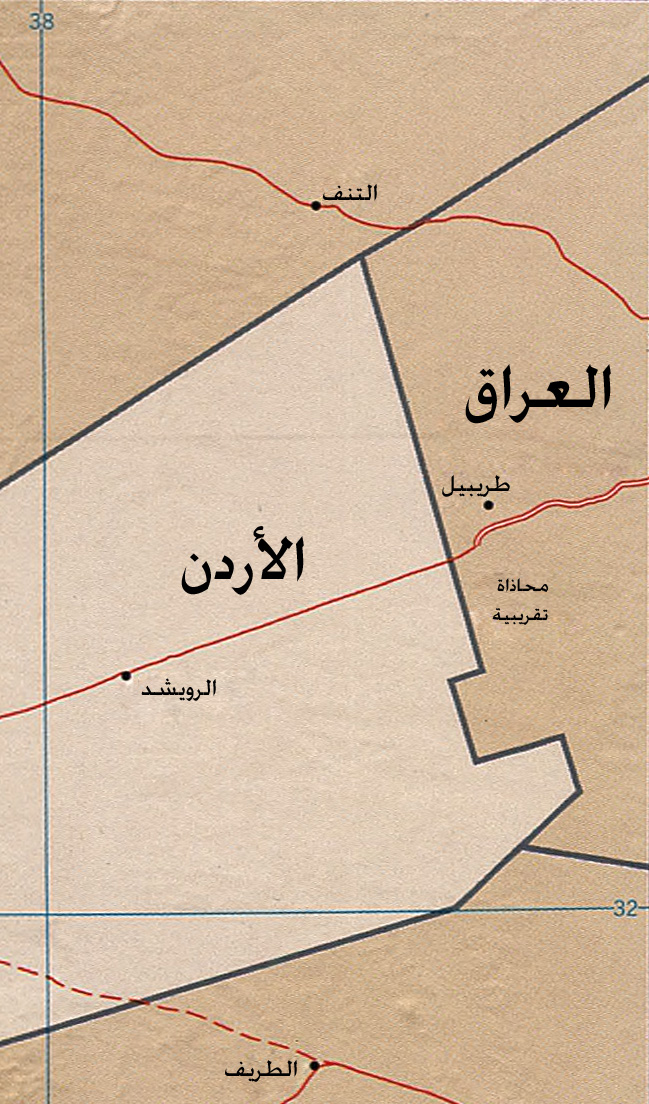
Mapa da fronteira atual entre a Jordânia (à esquerda) e o Iraque (à direita).